# لا غرانغ بارك (إلينوي)
لا غرانغ بارك (بالإنجليزية: La Grange Park)‏ هي قرية تقع في الولايات المتحدة في إلينوي. يقدر عدد سكانها بـ 13,579 نسمة .

## الموقع الجغرافي
الموقع الجغرافي للمناطق المحيطة بهذه النقطة هو كالتالي:

## أعلام
- ماري إيلين جونز
- والت ليندن